# Schlachtschwertierer

Rott der Hornschen Schlachtschwertierer bei einer Ehrenwache bei der Einweihung des Hermannsdenkmals am 16. August 1875

Die Schlachtschwertierer sind ein Traditionsverein innerhalb der Schützengesellschaft Horn. Ihre Gründung geht auf ein Ereignis zurück, das der Sage nach um 1485 stattfand. Sie bilden heute ein sogenanntes Rott in der Hornschen Schützengesellschaft, das aus rund 16 Schwertträgern, einem Hammerträger (als Erinnerung an den Hammer, mit dem die Kerkertür eingeschlagen worden war) und einem Grafen besteht. Sie tragen dunkle, dreispitzartig geformte Filzhüte, Gewänder aus grobem Leinen, darüber Kettenhemden und Stiefelgamaschen an den Beinen. Eindrucksvoll sind ihre etwa zwei Meter langen Schwerter in Form eines Bidenhänders. Die Gruppe wird von einem Hauptmann, einem Rottmeister, einem Fähnrich und vier Trommlern begleitet.
Der Sage nach waren der Herzog Wilhelm von Braunschweig und der Graf Bernhard zur Lippe um 1485 in eine Fehde verwickelt, in deren Verlauf der lippische Graf bei Schwalenberg in Gefangenschaft geriet. Der Herzog ließ ihn auf die feste Burg Calenberg bringen und forderte ein Lösegeld von 200.000 Gulden, eine zur damaligen Zeit unbezahlbare Summe. Die Hornschen Bürger beschlossen, die Burg zu überfallen und ihren Grafen zu befreien. Unter der Führung der Ritter Carl von Blomberg und Hans von Hammerstein zogen die jungen Männer aus Horn wohl bewaffnet zur Burg Calenberg. Es gelang ihnen, die Burg zu ersteigen. Der Schmied schlug die Eisentür des Kerkers ein und Graf Bernhard war befreit. Sie kehrten danach triumphierend nach Horn zurück. Als Beute nahmen sie die Glocke der Burg, Schwerter, Harnische und Kettenhemden. Graf Bernhard war über die mutige Tat der treuen Hornschen Bürger hocherfreut und versprach ihnen, zeitlebens in ihrer Stadt zu wohnen. Er sicherte den Bürgern zahlreiche Freiheiten zu. So durften die Horner seitdem alles im Sturm gefallene Holz aus den gräflichen Waldungen holen und nutzen. Das Fallholz-Privileg, die Glocke im Rathausturm sowie die Zweihandschwerter und die Panzerhemden sind heute im Besitz der Hornschen Schützengesellschaft und sollen aus der Zeit der Befreiung des Grafen Bernhard stammen.
Schon 1868 bezweifelten die Herausgeber der Lippischen Regesten den Wahrheitsgehalt der Sage und stellten umfangreiche Untersuchungen dazu an. Es stellte sich heraus, dass die riesigen zweihändigen Schwerter frühestens um 1550 entstanden sein könnten. Auch über die Gefangenschaft eines lippischen Landesherrn auf Burg Calenberg ist geschichtlich nichts bekannt.